# Francesco Compasso
Francesco (Franco) Compasso (ur. 20 kwietnia 1935 w Cellole, zm. 10 lutego 1997 tamże) – włoski polityk, dziennikarz i publicysta, od 1987 do 1989 poseł do Parlamentu Europejskiego.

## Życiorys
Absolwent studiów prawniczych na Uniwersytecie w Neapolu, uzyskał uprawnienia adwokata. Zajął się także działalnością dziennikarską i publicystyczną. Współpracował z czasopismem „Sudeuropeo”, współtworzył serię wydawniczą „Mezzogiorno ed Europa”. W 1985 założył kwartalnik „Campania Ottanta”, pracował również w centrum Campania Ottanta i jako dyrektor Mediocredito Centrale. Publikował książki i eseje poświęcone zwłaszcza sprawom południa Włoch. Otrzymywał liczne nagrody literackie i samorządowe za swoje dzieła, m.in. w 1982 uhonorowano go nagrodą za książkę roku (za „L’emergenza meridionale”). W 1976 został Wielkim Oficerem Orderu Zasługi Republiki Włoskiej.
Zaangażował się w działalność polityczną we Włoskiej Partii Liberalnej, został m.in. sekretarzem generalnym jej młodzieżówki Gioventù Liberale Italiana (1962–1964). W ramach ugrupowania był sekretarzem w prowincji Caserta (1964–1970), regionie Kampania (1981–1985) oraz zastępcą sekretarza generalnego (1970–1980). Od 1960 do 1972 zasiadał w radzie gminy Sessa Aurunca, później obejmował fotel radnego Cellole i prowincji Caserta. Od 1975 do 1980 był członkiem rady nadzorczej RAI-TV. W 1984 bez powodzenia kandydował do Parlamentu Europejskiego, mandat uzyskał 8 kwietnia 1987 w miejsce zmarłego Rosario Romeo. Przystąpił do frakcji liberalno-demokratycznej, należał m.in. do Komisji ds. Instytucjonalnych oraz Komisji ds. Polityki Regionalnej i Planowania Regionalnego. Po odejściu z parlamentu pracował w państwowym urzędzie audytowym, a od 1991 do 1993 kierował prowincjonalnym oddziałem Czerwonego Krzyża.
Jego imieniem nazwano ulice w kilku miastach. W 2018 jego córka Cristina została burmistrzem Cellole.